# Samara
Samara (en ruso Сама́ра, Samara), conocida como Kúibyshev desde 1935 hasta 1991 (en honor a Valerián Kúibyshev; en ruso Ку́йбышев, Kuybyshev), es una ciudad ubicada en el suroeste de Rusia, en el distrito federal del Volga, capital del óblast homónimo. Con 1 164 896 habitantes en 2010 es la sexta más poblada del país, por detrás de Moscú, San Petersburgo, Novosibirsk, Ekaterimburgo y Nizhni Nóvgorod. Está situada a la orilla del río Volga, cerca de los montes Zhigulí.
En el año 2018 en la ciudad se jugaron varios partidos del Campeonato Mundial de Fútbol.

## Historia
Fue fundada por el zar Teodoro I en 1586 como la fortaleza de la guardia, y posteriormente creció convirtiéndose en un centro de comercio de grano para la región del río Volga. A mediados del siglo XX la ciudad fue cambiada de nombre a Kúibyshev, en honor al revolucionario ruso y prominente político soviético. En aquel tiempo la ciudad era la capital de la industria aeroespacial y militar del país. En otoño de 1941, cuando las divisiones alemanas se acercaban a Moscú, Samara fue elegida "capital de reserva", y aquí se trasladaron la burocracia del Kremlin y varias embajadas extranjeras.
El fin de la Guerra Fría levantó el sello de reservado de la ciudad y devolvió a Samara su estatus reconocido como uno de los centros internacionales de la comunicación científica, cultural y comercial.
Hoy en día es un gran centro industrial y de transportes en Rusia europea. Una importante industria manufacturera se concentra en el área metropolitana de Samara - Toliatti - Syzran con una población de más de 3 millones de habitantes, que se concentra, además, en las industrias del automóvil (AVTOVAZ Lada), equipamiento para ferrocarriles, química, petróleo y gas (Rosneft), maquinaria, metal (Alcoa), y alimentación (Nestlé). También ha sido un centro de la industria aeroespacial con la producción de los vehículos de lanzamiento de los cohetes Soyuz y Mólniya. Debido a esta actividad industrial era una ciudad cerrada durante la Guerra Fría.
En Samara se encuentra el malecón fluvial más largo en Rusia (su longitud es de 5 km) y el edificio de la estación ferroviaria más alto en Europa. Además, la plaza de Kúibyshev es la plaza más grande en Europa (su área compone 17.4 hectáreas).
Se bautizó con el nombre de la ciudad a un planeta menor, 26922 Samara, descubierto en 2007.

## Mapas

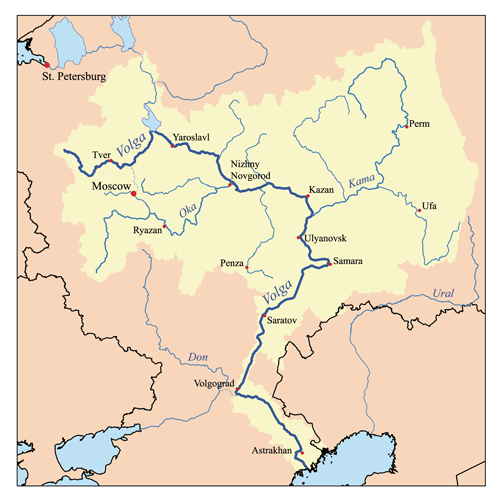
Samara en un mapa del río Volga
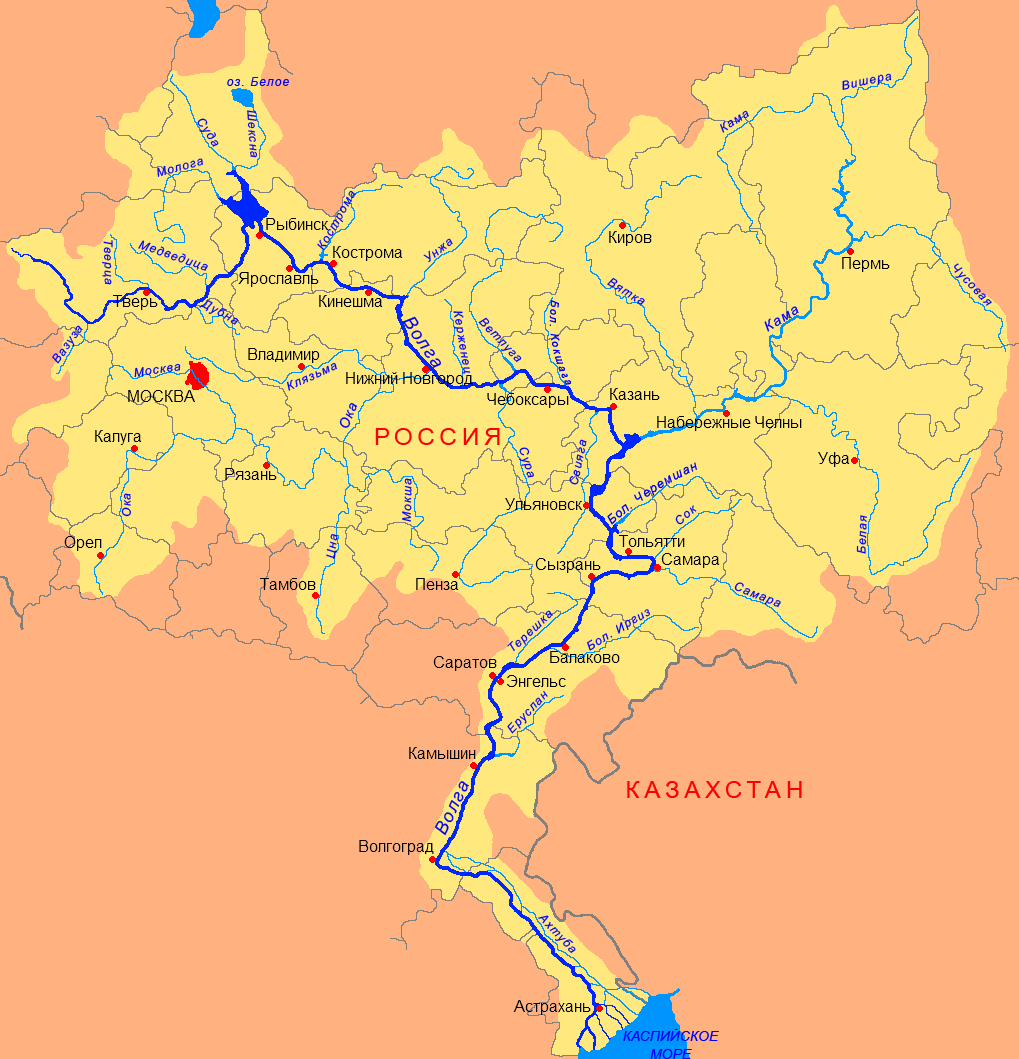
Mismo mapa en ruso; Samara (Сама́ра)
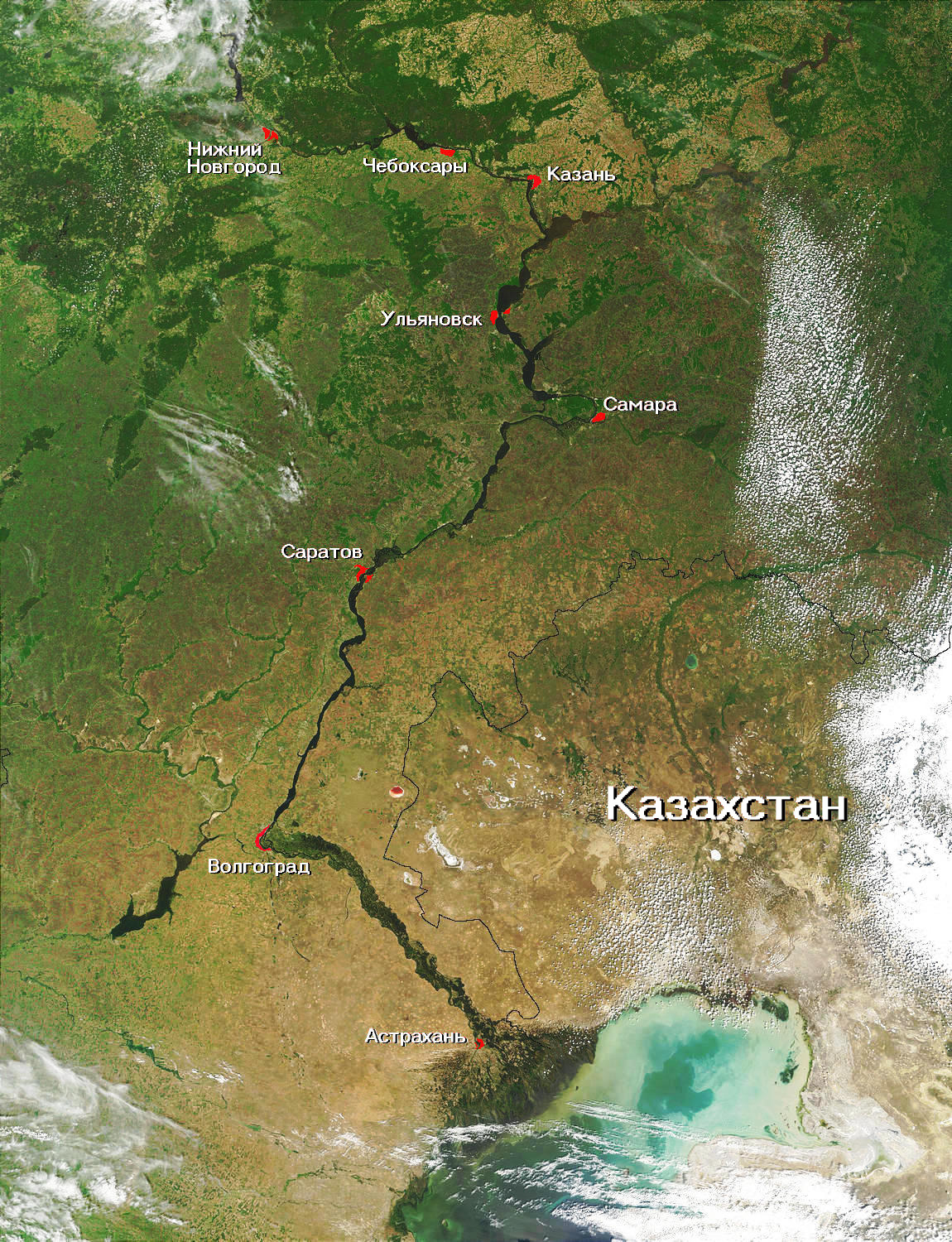
Samara (Сама́ра) en una imagen satelital

## Educación, cultura y transporte
Junto a sus muchas universidades (incluyendo la Universidad de Samara), teatros y museos, la ciudad es un centro intelectual y académico en Rusia. 
Samara está comunicada por autopistas, ferrocarril y aerolíneas internacionales, como CSA Czech Airlines. El Aeropuerto Internacional Kurúmoch es el aeropuerto mayor y más perspectivo en la región del Volga, entra en la decena de los aeropuertos que lideran de Rusia. Está situado a 40 km de la ciudad de Samara y a 56 km de la ciudad Togliatti. El código del aeropuerto de Kurúmoch es KUF. La estación ferroviaria de Samara, que pretende ser mayor en Europa, es un puerto supermoderno de transporte, sino simplemente la estación. El área de la estación es de 32 000 metros cuadrados; su altura es de 101 metros; la capacidad de tráfico es 11 800 personas por el día, al mismo tiempo la estación puede contener hasta 2700 pasajeros. En la ciudad se encuentra el Metro de Samara, si bien sólo cuenta con diez estaciones en la actualidad.
En Samara hay muchos museos interesantes. Para conocer la geografía y la historia de la ciudad se puede visitar el Museo de etnografía y de historia local de Samara. El museo "Samara espacial", que exhibe el desarrollo aeroespacial de la ciudad, está situado al pie del cohete  "Soyúz". El museo "Búnker de Stalin", situado a la profundidad de 37 metros deja a los excursionistas la impresión inolvidable. Esta estructura construida en las condiciones de la confidencialidad durante los años de la Segunda Guerra Mundial, es única en el mundo. Las exposiciones del Museo de artes de Samara serán interesantes para los aficionados de la pintura.
El centro histórico de Samara, donde los edificios del siglo XIX conservan la atmósfera de aquella época en donde se percibe un ambiente placentero. El Templo Católico al estilo gótico, la Iglesia luterana, el Teatro de Ópera y Ballet, la mansión de Kurliná, la arquitectura de las calles Kúibysheva y Leningrádskaya, el monumento de Gloria, la estela "Ladiá", los monumentos a Chapaev, Púshkin, Lenin, príncipe Grigóriy Zasekin, las esculturas "La gata sobre el radiador", "Los Sirgadores del Volga", "Buratino" y hay otros que son conocidos en Rusia y en el extranjero por la multitud de las fotografías hechas por los turistas. Hay un zoológico y un circo muy tradicional en la ciudad que, según el museo de historia local, comenzó como una forma de los migrantes tártaros para mantenerse haciendo suertes a caballo.
«Samara Arena». El estadio construido especialmente para el Campeonato Mundial de Fútbol 2018. El estadio se ubica en el punto más alto de la ciudad (un terreno plano al lado del Radiocentro). Otro nombre del complejo deportivo – «Cosmos Arena», porque por su aspecto exterior el estadio hace acordarse de una estrella o de un cohete en vuelo.

## Deportes

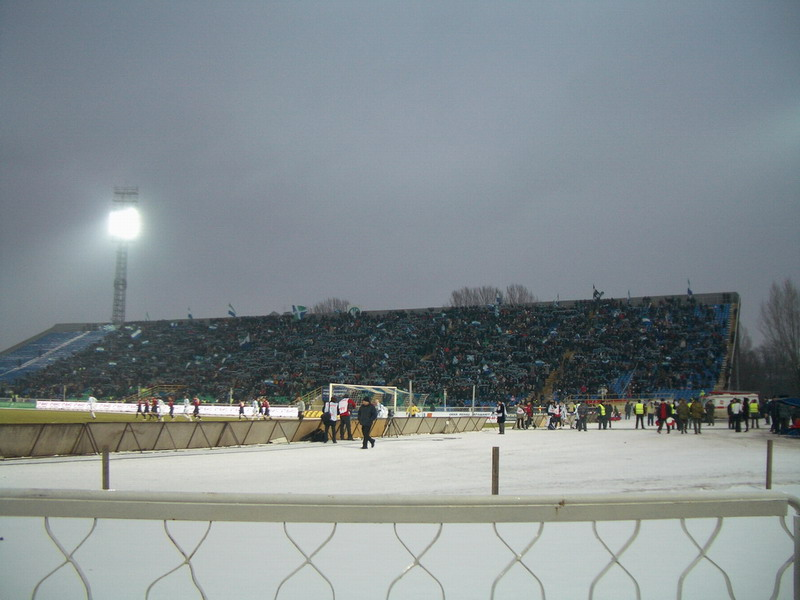
Estadio Metallurg.

De Samara es el PFC Krylia Sovétov Samara, un club de fútbol de la  Liga Nacional de Fútbol de Rusia, y la ciudad será una de las sedes de la Copa Mundial de Fútbol de 2018. Samara fue también la sede del mejor club de baloncesto femenino del mundo, el VBM-SGAU. Antes de la temporada 2007, el VBM-SGAU fue vendido a CSKA y el equipo se trasladó a Moscú, donde se convirtió en el CSKA.

### Campeonato Mundial de Fútbol 2018
En Samara se celebraron 6 juegos del Campeonato Mundial de Fútbol 2018: incluidos 4 partidos de la fase de grupos (uno de ellos con la participación de la selección de Rusia), como también los juegos de ⅛ y ¼ de la final. Especialmente para el torneo fue construido al lado del Radiocentro el estadio «Samara Arena» (otro nombre «Cosmos Arena»). La capacidad del estadio es de 45 mil espectadores.
Durante el torneo en la ciudad se organizará un festival de los hinchas, que pasará en la plaza Kuybishev. En el evento podrán participar simultáneamente hasta 20 000 personas.
Para el Campeonato Mundial se construyeron en la ciudad 3 campos futbolísticos de entrenamiento y fueron reparadas las rutas más importantes: la autovía hacia el aeropuerto y la carretera Moskóvskoye.

## Demografía
Rusos (83,6%), tártaros (3,9%), chuvasios (3,1%), mordvinos (2,7%), en total más de 100 nacionalidades.

## Clima
El clima de Samara es moderadamente continental. La diferencia de las temperaturas medias mensuales veraniegas e invernales alcanza 31 °C, y la diferencia de las temperaturas extremos es 83 °C. Los máximos de las precipitaciones atmosféricas son alcanzados en julio y junio. En invierno predomina el viento del sur, en la primavera y el verano — lo del norte, en el otoño — lo del sudoeste y del sur.
La temperatura media del año es +6,1 °C;
La velocidad media anual del viento es 3,3 m/s;
La humedad media anual del aire es 74 %;
El máximo absoluto de la temperatura del aire en Samara con +40 °C en la sombra (el 2 de agosto de 2010). El mínimo absoluto de la temperatura fue fijado el 22 de enero de 1942 y con −44 °C.
| Parámetros climáticos promedio de Samara (normales 1991–2020, extremos 1852–presente) | Parámetros climáticos promedio de Samara (normales 1991–2020, extremos 1852–presente) | Parámetros climáticos promedio de Samara (normales 1991–2020, extremos 1852–presente) | Parámetros climáticos promedio de Samara (normales 1991–2020, extremos 1852–presente) | Parámetros climáticos promedio de Samara (normales 1991–2020, extremos 1852–presente) | Parámetros climáticos promedio de Samara (normales 1991–2020, extremos 1852–presente) | Parámetros climáticos promedio de Samara (normales 1991–2020, extremos 1852–presente) | Parámetros climáticos promedio de Samara (normales 1991–2020, extremos 1852–presente) | Parámetros climáticos promedio de Samara (normales 1991–2020, extremos 1852–presente) | Parámetros climáticos promedio de Samara (normales 1991–2020, extremos 1852–presente) | Parámetros climáticos promedio de Samara (normales 1991–2020, extremos 1852–presente) | Parámetros climáticos promedio de Samara (normales 1991–2020, extremos 1852–presente) | Parámetros climáticos promedio de Samara (normales 1991–2020, extremos 1852–presente) | Parámetros climáticos promedio de Samara (normales 1991–2020, extremos 1852–presente) |
| Mes                                                                                   | Ene.                                                                                  | Feb.                                                                                  | Mar.                                                                                  | Abr.                                                                                  | May.                                                                                  | Jun.                                                                                  | Jul.                                                                                  | Ago.                                                                                  | Sep.                                                                                  | Oct.                                                                                  | Nov.                                                                                  | Dic.                                                                                  | Anual                                                                                 |
| ------------------------------------------------------------------------------------- | ------------------------------------------------------------------------------------- | ------------------------------------------------------------------------------------- | ------------------------------------------------------------------------------------- | ------------------------------------------------------------------------------------- | ------------------------------------------------------------------------------------- | ------------------------------------------------------------------------------------- | ------------------------------------------------------------------------------------- | ------------------------------------------------------------------------------------- | ------------------------------------------------------------------------------------- | ------------------------------------------------------------------------------------- | ------------------------------------------------------------------------------------- | ------------------------------------------------------------------------------------- | ------------------------------------------------------------------------------------- |
| Temp. máx. abs. (°C)                                                                  | 0                                                                                     | 0                                                                                     | 15                                                                                    | 30                                                                                    | 35                                                                                    | 40                                                                                    | 40                                                                                    | 40                                                                                    | 35                                                                                    | 25                                                                                    | 15                                                                                    | 0                                                                                     | 40                                                                                    |
| Temp. máx. media (°C)                                                                 | -5                                                                                    | -5                                                                                    | 0                                                                                     | 12                                                                                    | 23                                                                                    | 26                                                                                    | 28                                                                                    | 28                                                                                    | 26                                                                                    | 20                                                                                    | 0                                                                                     | -5                                                                                    | 10.4                                                                                  |
| Temp. media (°C)                                                                      | -9.6                                                                                  | -9.3                                                                                  | -2.9                                                                                  | 7.5                                                                                   | 15.6                                                                                  | 19.8                                                                                  | 21.9                                                                                  | 19.9                                                                                  | 13.8                                                                                  | 6.5                                                                                   | -1.7                                                                                  | -7.8                                                                                  | 6.1                                                                                   |
| Temp. mín. media (°C)                                                                 | -12.3                                                                                 | -12.5                                                                                 | -6.2                                                                                  | 3.2                                                                                   | 10.3                                                                                  | 14.7                                                                                  | 16.8                                                                                  | 15.0                                                                                  | 9.6                                                                                   | 3.5                                                                                   | -3.8                                                                                  | -10.2                                                                                 | 2.3                                                                                   |
| Temp. mín. abs. (°C)                                                                  | -44.0                                                                                 | -36.9                                                                                 | -36.1                                                                                 | -20.9                                                                                 | -4.9                                                                                  | -0.4                                                                                  | 6.0                                                                                   | 4.1                                                                                   | -3.4                                                                                  | -15.7                                                                                 | -28.1                                                                                 | -41.3                                                                                 | -44.0                                                                                 |
| Precipitación total (mm)                                                              | 56                                                                                    | 44                                                                                    | 42                                                                                    | 40                                                                                    | 38                                                                                    | 48                                                                                    | 47                                                                                    | 41                                                                                    | 46                                                                                    | 49                                                                                    | 46                                                                                    | 52                                                                                    | 549                                                                                   |
| Días de lluvias (≥ 1 mm)                                                              | 4                                                                                     | 3                                                                                     | 5                                                                                     | 11                                                                                    | 14                                                                                    | 15                                                                                    | 14                                                                                    | 12                                                                                    | 14                                                                                    | 14                                                                                    | 10                                                                                    | 6                                                                                     | 122                                                                                   |
| Días de nevadas (≥ 1 mm)                                                              | 24                                                                                    | 20                                                                                    | 14                                                                                    | 4                                                                                     | 1                                                                                     | 0.1                                                                                   | 0                                                                                     | 0                                                                                     | 0.3                                                                                   | 4                                                                                     | 15                                                                                    | 22                                                                                    | 104                                                                                   |
| Horas de sol                                                                          | 64                                                                                    | 102                                                                                   | 149                                                                                   | 214                                                                                   | 305                                                                                   | 303                                                                                   | 310                                                                                   | 275                                                                                   | 190                                                                                   | 108                                                                                   | 47                                                                                    | 46                                                                                    | 2113                                                                                  |
| Humedad relativa (%)                                                                  | 83                                                                                    | 80                                                                                    | 79                                                                                    | 67                                                                                    | 58                                                                                    | 64                                                                                    | 67                                                                                    | 69                                                                                    | 73                                                                                    | 76                                                                                    | 83                                                                                    | 83                                                                                    | 74                                                                                    |
| Fuente n.º 1: Pogoda.ru.net                                                           |                                                                                       |                                                                                       |                                                                                       |                                                                                       |                                                                                       |                                                                                       |                                                                                       |                                                                                       |                                                                                       |                                                                                       |                                                                                       |                                                                                       |                                                                                       |
| Fuente n.º 2: NOAA (horas de sol 1961–1990)                                           |                                                                                       |                                                                                       |                                                                                       |                                                                                       |                                                                                       |                                                                                       |                                                                                       |                                                                                       |                                                                                       |                                                                                       |                                                                                       |                                                                                       |                                                                                       |

## Ciudades hermanadas
- Gómel
- Saint Louis
- Stara Zagora
- Stuttgart
- Vítebsk
- Zhengzhou